# ماري إي. بلاك
ماري إي. بلاك (بالإنجليزية: Mary E. Black)‏ هي مؤلفة أمريكية، ولدت في 18 سبتمبر 1895 في نانتوكيت في الولايات المتحدة، وتوفيت في 12 ديسمبر 1989 في Wolfville ‏ في كندا.